# ولادیمیر آنتونف-افسینکو
ولادیمیر آلکساندروویچ آنتونوف-اوسنکو (روسی: Владимир Александрович Антонов-Овсеенко؛ ۹ مارس ۱۸۸۳ – ۱۰ فوریهٔ ۱۹۳۸) یکی از رهبران انقلابی بلشویک، سیاستمدار و دیپلمات اهل اتحاد جماهیر شوروی سوسیالیستی بود.
وی همچنین برندهٔ جوایزی همچون نشان پرچم سرخ شده است.